# سالتکریک (کلرادو)
سالتکریک (به انگلیسی: Salt Creek) یک منطقهٔ مسکونی در ایالات متحده آمریکا است که در شهرستان پوبلوو، کلرادو واقع شده‌است. سالتکریک ۱٫۱ کیلومتر مربع مساحت و ۶۴۸ نفر جمعیت دارد و ۱٬۴۴۸ متر بالاتر از سطح دریا واقع شده‌است.